# Comuna Hălmagiu, Arad
Hălmagiu este o comună în județul Arad, Crișana, România, formată din satele Bănești, Bodești, Brusturi, Cristești, Hălmagiu (reședința), Ionești, Leasa, Leștioara, Poienari, Tisa și Țărmure. Este situată în depresiunea cu același nume, la confluența râului Hălmăgel cu Crișul Alb, la poalele Munților Bihor, și are o suprafață administrativă de 8400 ha.

## Istoric
Prima atestare documentară a localității Hălmagiu datează din anul 1390. Celelalte sate sunt atestate documentar după cum urmează: Satele Bănești, Bodești și Ionești în anul 1441, Brusturi în anul 1360, Cristești în anul 1464, Leasa, Tisa și Țărmure în anul 1439, Leștioara în anul 1477 și Poienari în 1760-1762.

## Economia
Deși economia comunei este una predominant agrară, în ultima perioadă sectorul economic secundar și terțiar au avut evoluții ascendente. Comuna este cunoscută ca un important bazin pomicol. Mica industrie-artizanală a făcut din comuna Hălmagiu un important centru de cojocărit și de confecționare a uneltelor din lemn. Resursele exploatabile sunt andezitul, minereurile complexe și argilele vărgate.

## Demografie
Componența etnică a comunei Hălmagiu
     Români (91,16%)
     Romi (2,61%)
     Alte etnii (0,17%)
     Necunoscută (6,05%)
Componența confesională a comunei Hălmagiu
     Ortodocși (91,42%)
     Alte religii (2,22%)
     Necunoscută (6,36%)
Conform recensământului efectuat în 2021, populația comunei Hălmagiu se ridică la 2.297 de locuitori, în scădere față de recensământul anterior din 2011, când fuseseră înregistrați 2.852 de locuitori. Majoritatea locuitorilor sunt români (91,16%), cu o minoritate de romi (2,61%), iar pentru 6,05% nu se cunoaște apartenența etnică. Din punct de vedere confesional, majoritatea locuitorilor sunt ortodocși (91,42%), iar pentru 6,36% nu se cunoaște apartenența confesională.

## Politică și administrație
Comuna Hălmagiu este administrată de un primar și un consiliu local compus din 11 consilieri. Primarul, Gheorghe Dărău[*],  politician independent, este în funcție din octombrie 2020. Începând cu alegerile locale din 2024, consiliul local are următoarea componență pe partide politice:
|  | Partid                          | Consilieri | Componența Consiliului | Componența Consiliului | Componența Consiliului | Componența Consiliului | Componența Consiliului | Componența Consiliului | Componența Consiliului |
|  | ------------------------------- | ---------- | ---------------------- | ---------------------- | ---------------------- | ---------------------- | ---------------------- | ---------------------- | ---------------------- |
|  | Partidul Național Liberal       | 7          |                        |                        |                        |                        |                        |                        |                        |
|  | Partidul Social Democrat        | 2          |                        |                        |                        |                        |                        |                        |                        |
|  | Alianța pentru Unirea Românilor | 1          |                        |                        |                        |                        |                        |                        |                        |
|  | Partidul Puterii Umaniste       | 1          |                        |                        |                        |                        |                        |                        |                        |

## Monumente istorice
- Biserica voievodală „Adormirea Maicii Domnului" din Hălmagiu
- Biserica parohială „Nașterea Maicii Domnului" din Hălmagiu
- Biserica de lemn din Bodești
- Biserica de lemn din Cristești
- Biserica de lemn din Ionești
- Biserica de lemn din Tisa
- Biserica de lemn din Țărmure
- Monumentul Eroilor din Hălmagiu
- Monumentul lui Avram Iancu din Hălmagiu

## Turism
Printre obiectivele turistice ale comunei se numără:

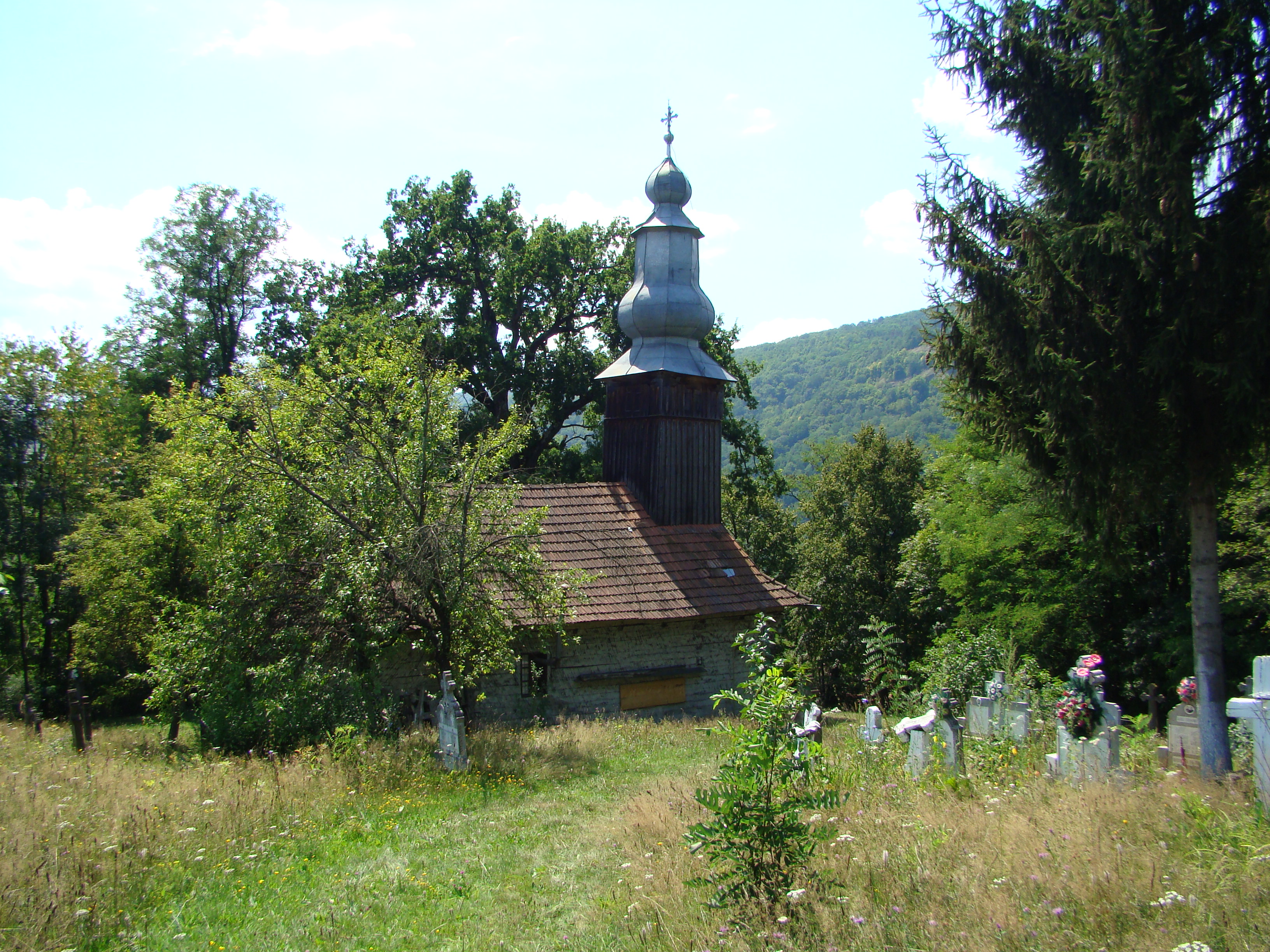
Biserica de lemn din Ioneşti, Arad, monument istoric

- ruinele unei cetăți din secolul al XVI-lea și fosta stație de poștalion hanul "Birtul Mare" ce datează de la sfârșitul secolului al XVIII-lea;
- monumentul închinat lui Avram Iancu;
- monumentul Eroilor Neamului;
- biserica ortodoxă voievodală cu hramul „Adormirea Maicii Domnului”, construită în 1440, cu picturi murale din secolul al XV-lea; este atribuită voievodului Moga; Nava dreptunghiulară tăvănită, altar pătrat boltit în semicilindru, turn-clopotniță pe vest. Picturi murale de o remarcabilă frumusețe, interpretând în spirit local forme ale picturii bizantin-paleologe (sec. XIV-XV). Monument restaurat în 1974-1975;
- biserica din secolul al XVIII-lea cu hramul „Nașterea Maicii Domnului” realizată în stil baroc simplificat și cu picturi murale în stil bizantin post-brâncovenesc, realizate de maeștrii Gheorghe și Radu, veniți din Țara Românească (1768);
- biserica de lemn din Cristești cu hramul „Sfinții Arhangheli Mihail și Gavril”, construită înainte de 1700, cu picturi din 1865;
- biserica de lemn cu hramul „Pogorârea Duhului Sfânt” din Bodești, datată din 1750-1760, pictată în 1831 și restaurată în 1957;
- Biserica de lemn din Ionești cu hramul „Sfântul Gheorghe” construită în anul 1730 pe locul uneia ce data din 1460, cu picturi pe pânză executate în 1845, considerată monument istoric;
- biserica de lemn din Tisa cu hramul „Sfinții Apostoli Petru și Pavel”, construită în 1770 și pictată în 1846;
- biserica de lemn din Țărmure, purtând hramul „Sfinții Arhangheli Mihail și Gavril”, construită în 1780 și pictată pe pânză în 1870.

## Personalități
- Ioan Moga, protopop român unit (greco-catolic), delegat al românilor transilvăneni la Curtea de la Viena

## Imagini

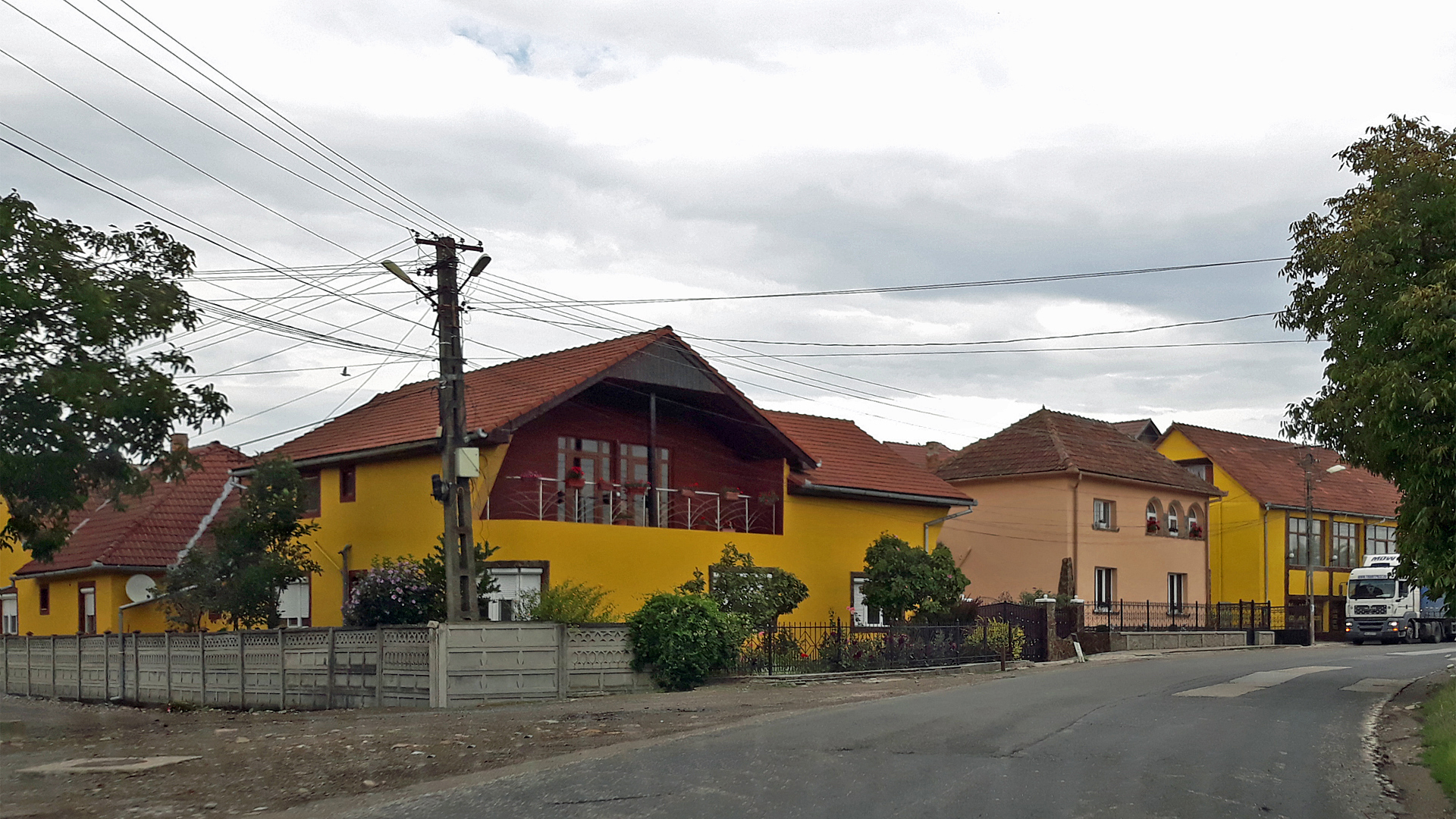
Hălmagiu
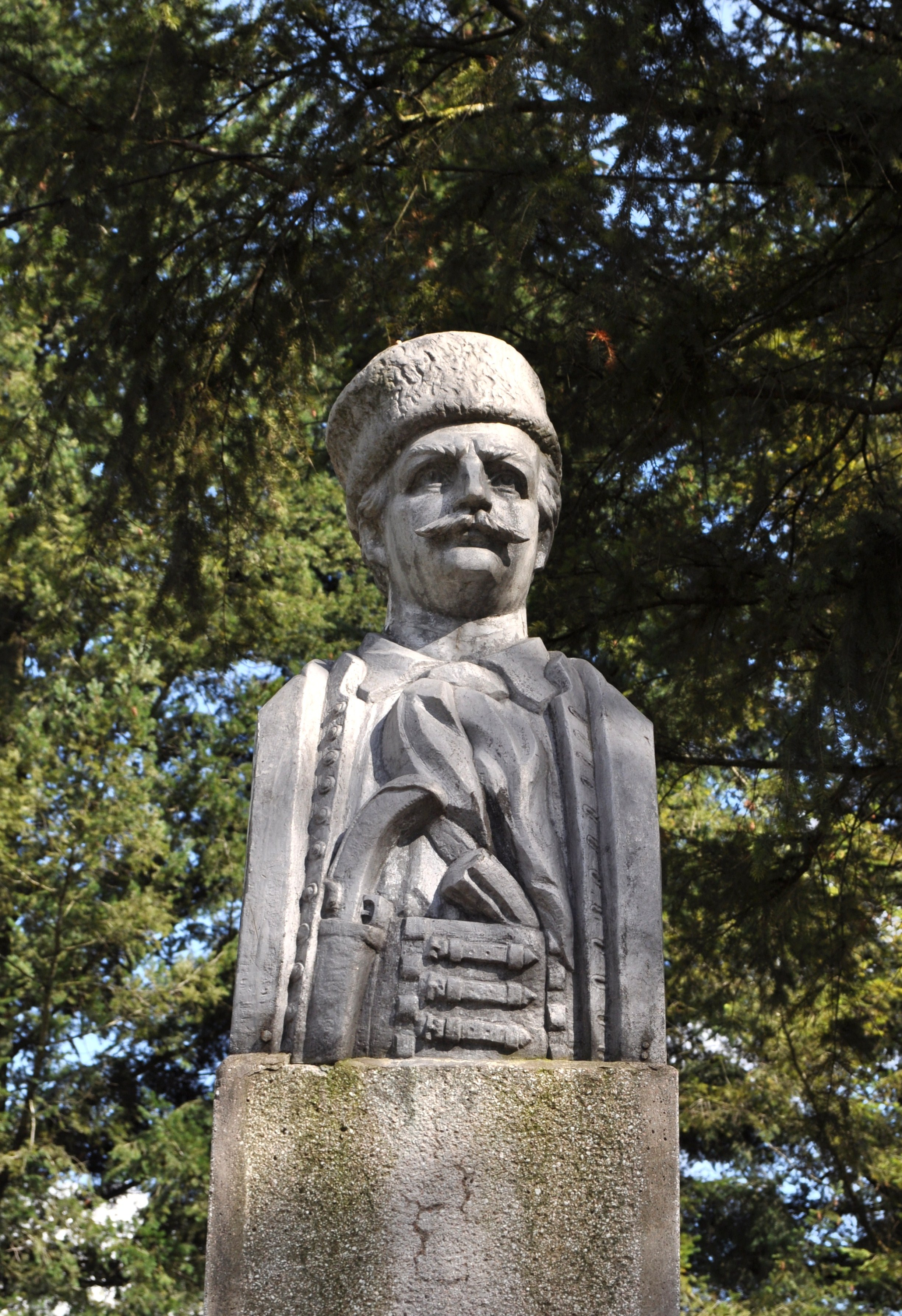
Monumentul lui Avram Iancu din Hălmagiu
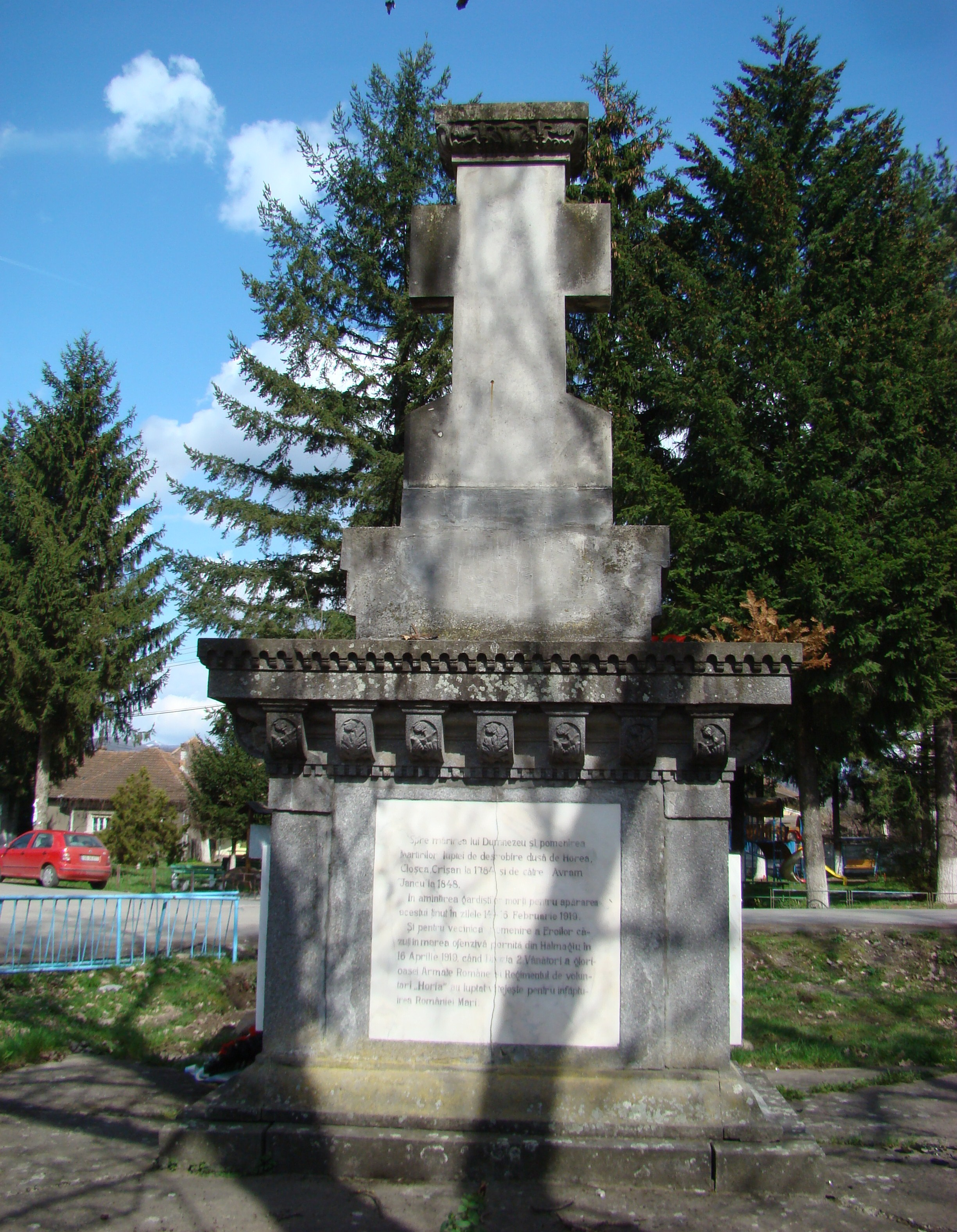
Monumentul Eroilor din Hălmagiu
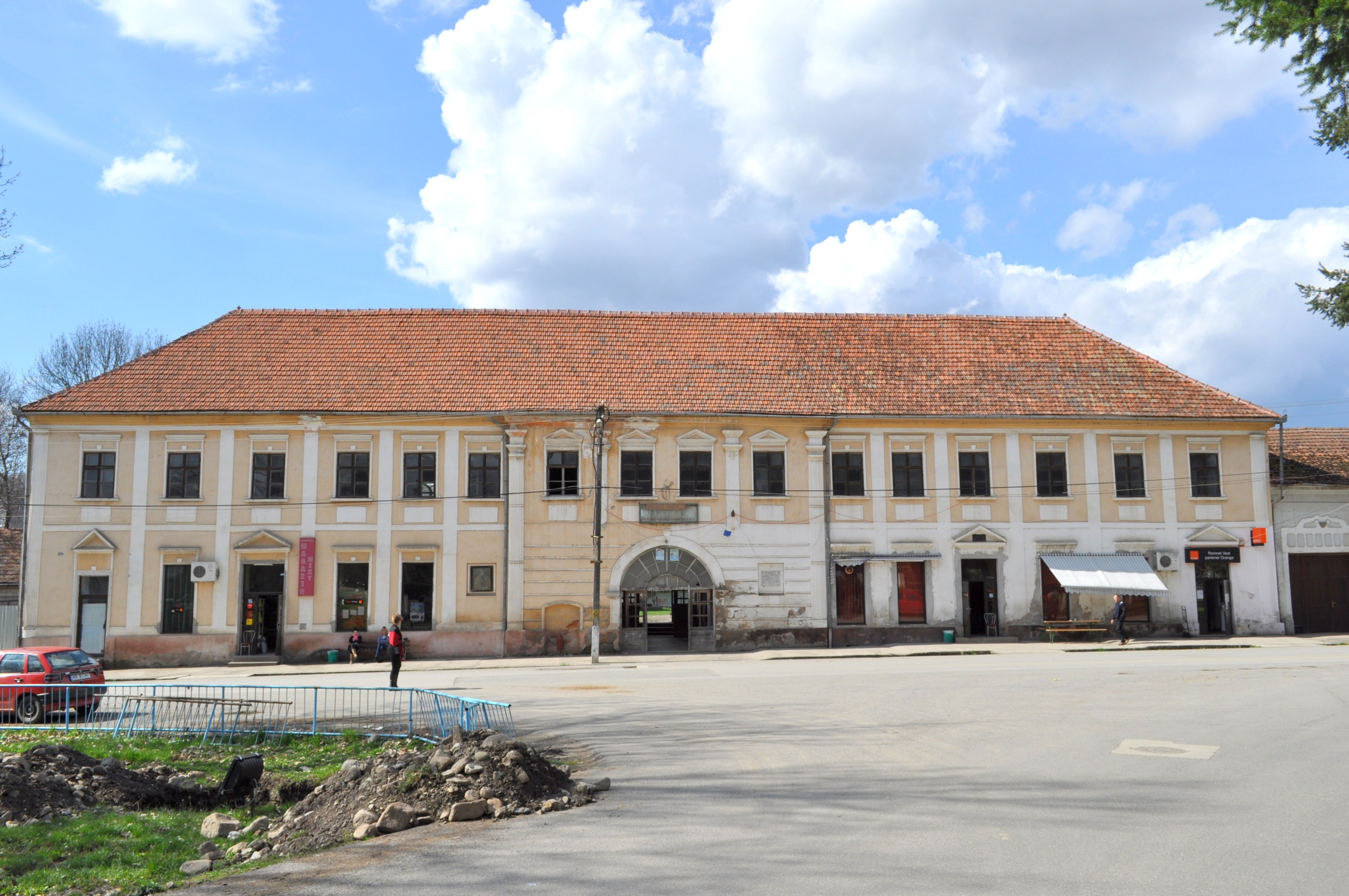
Hanul Birtul Mare
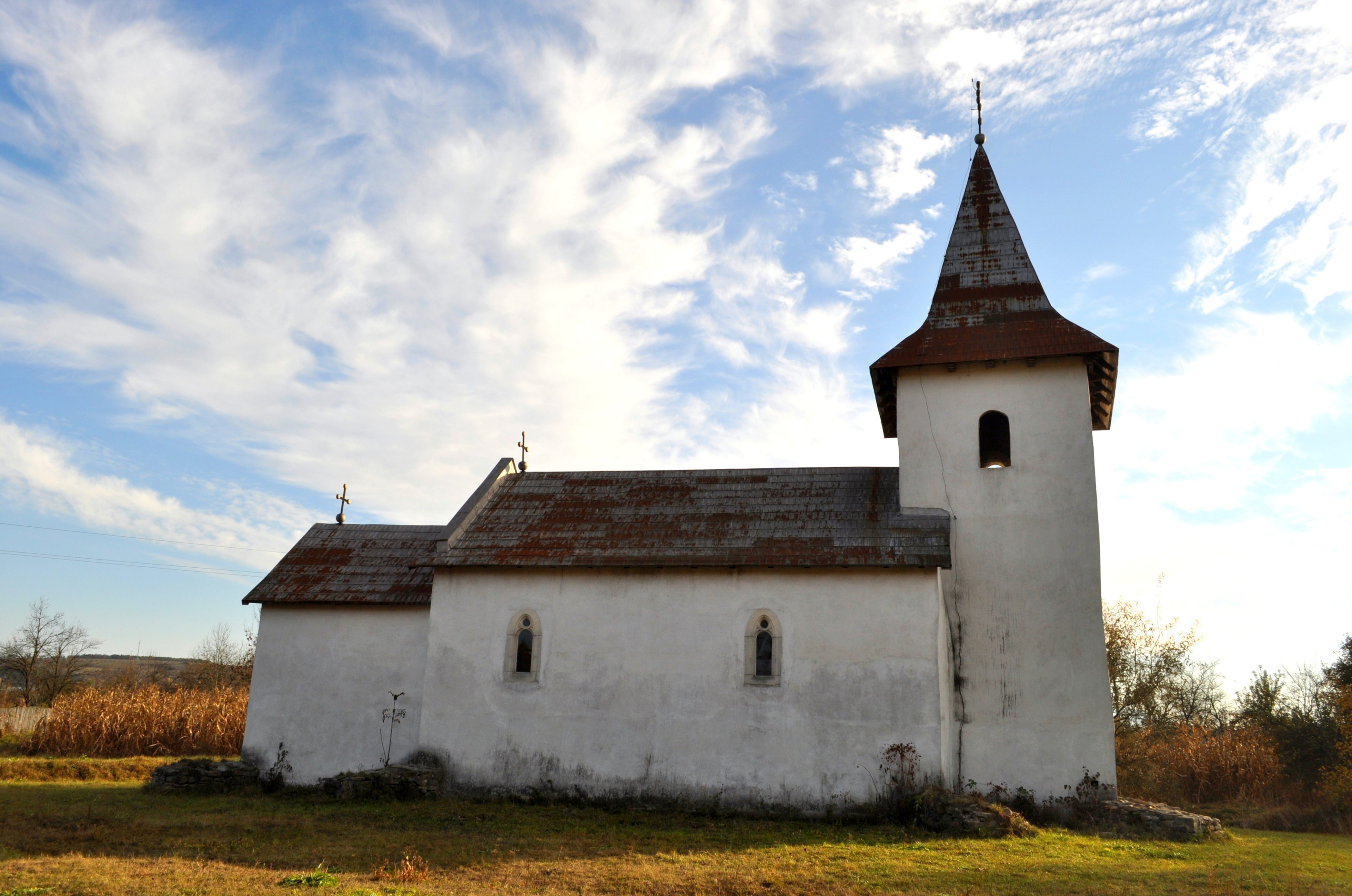
Biserica voievodală Adormirea Maicii Domnului din Hălmagiu
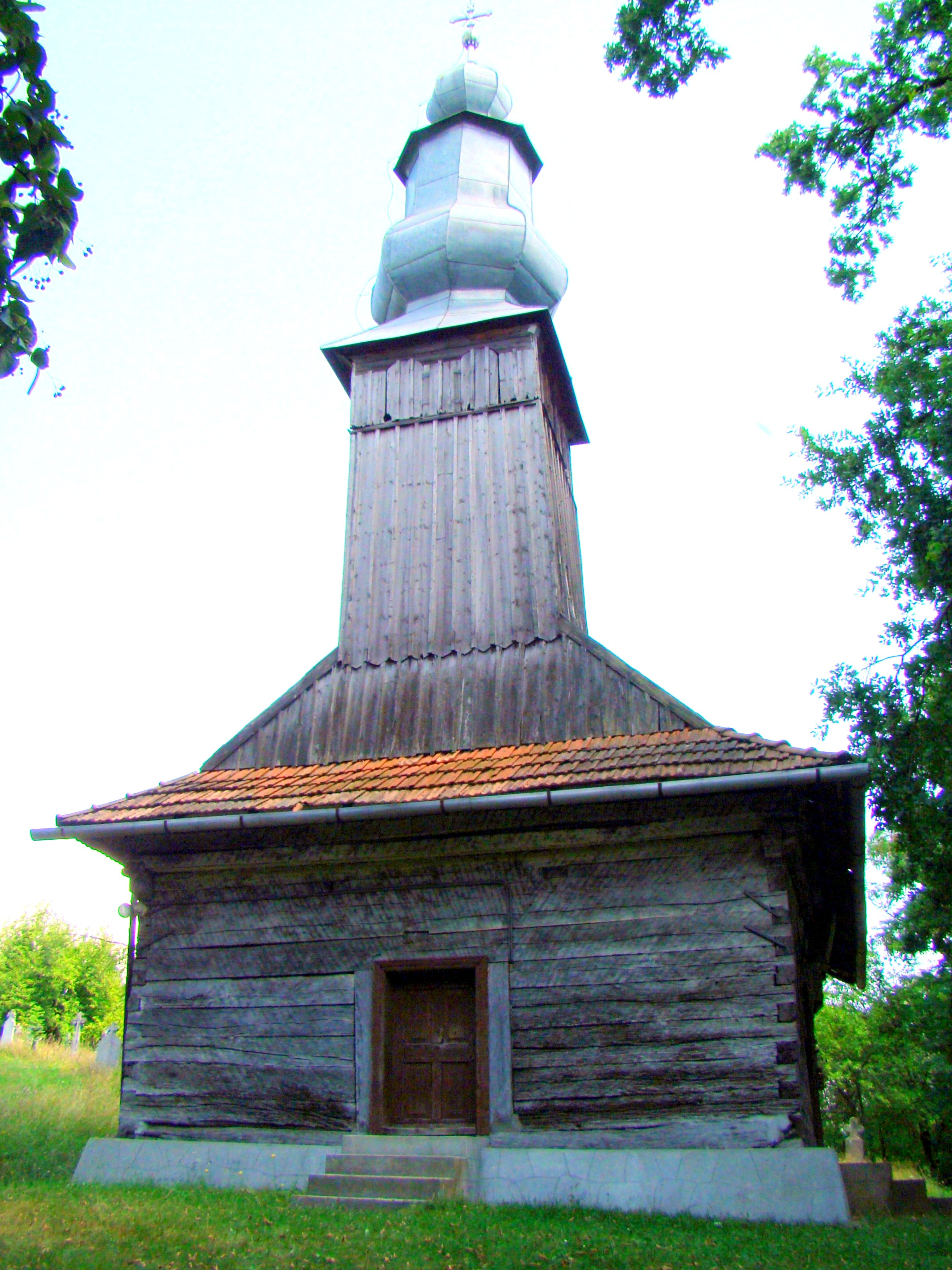
Biserica de lemn din Ionești
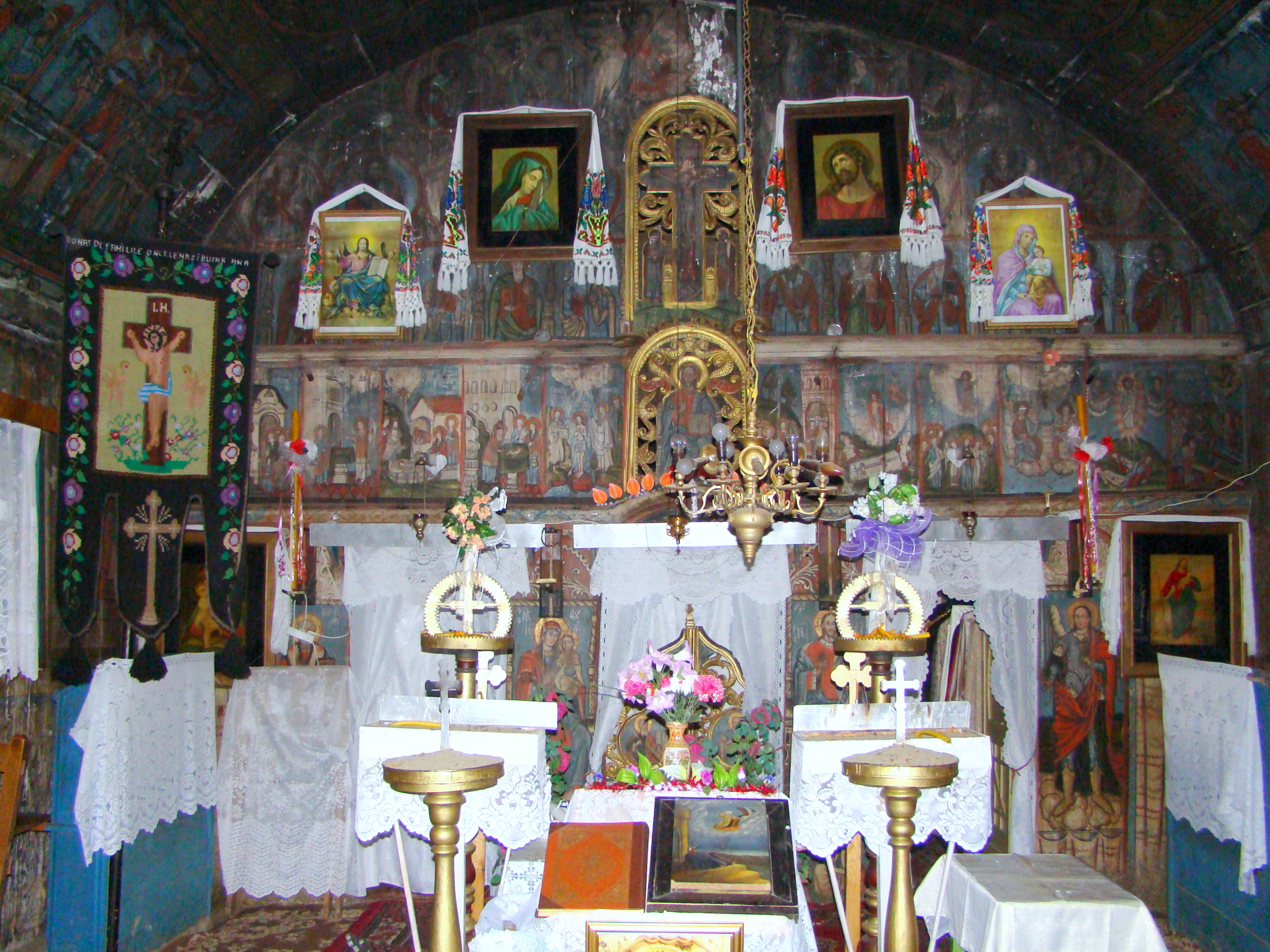
Biserica de lemn din Bodești
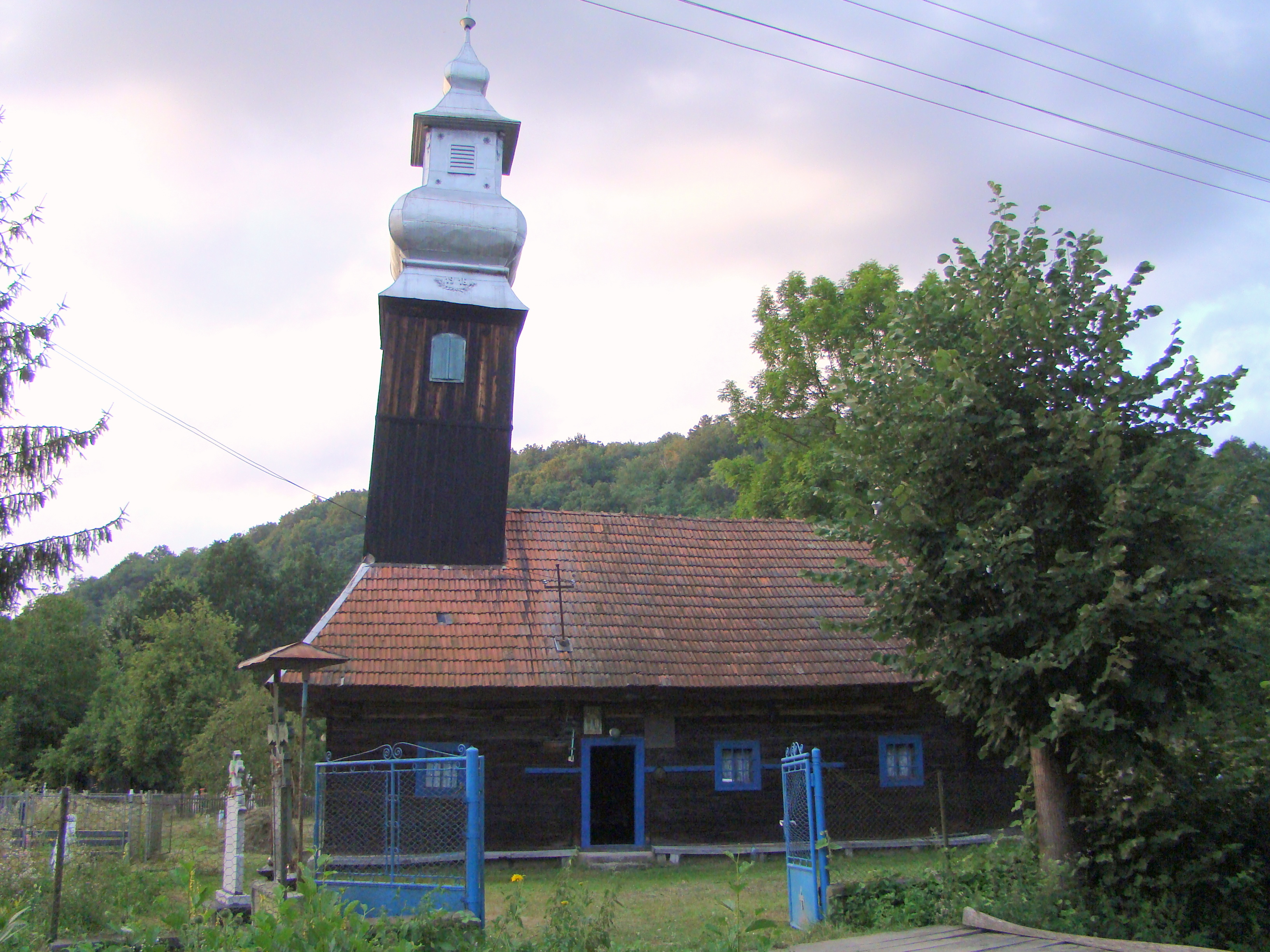
Biserica de lemn din Cristești
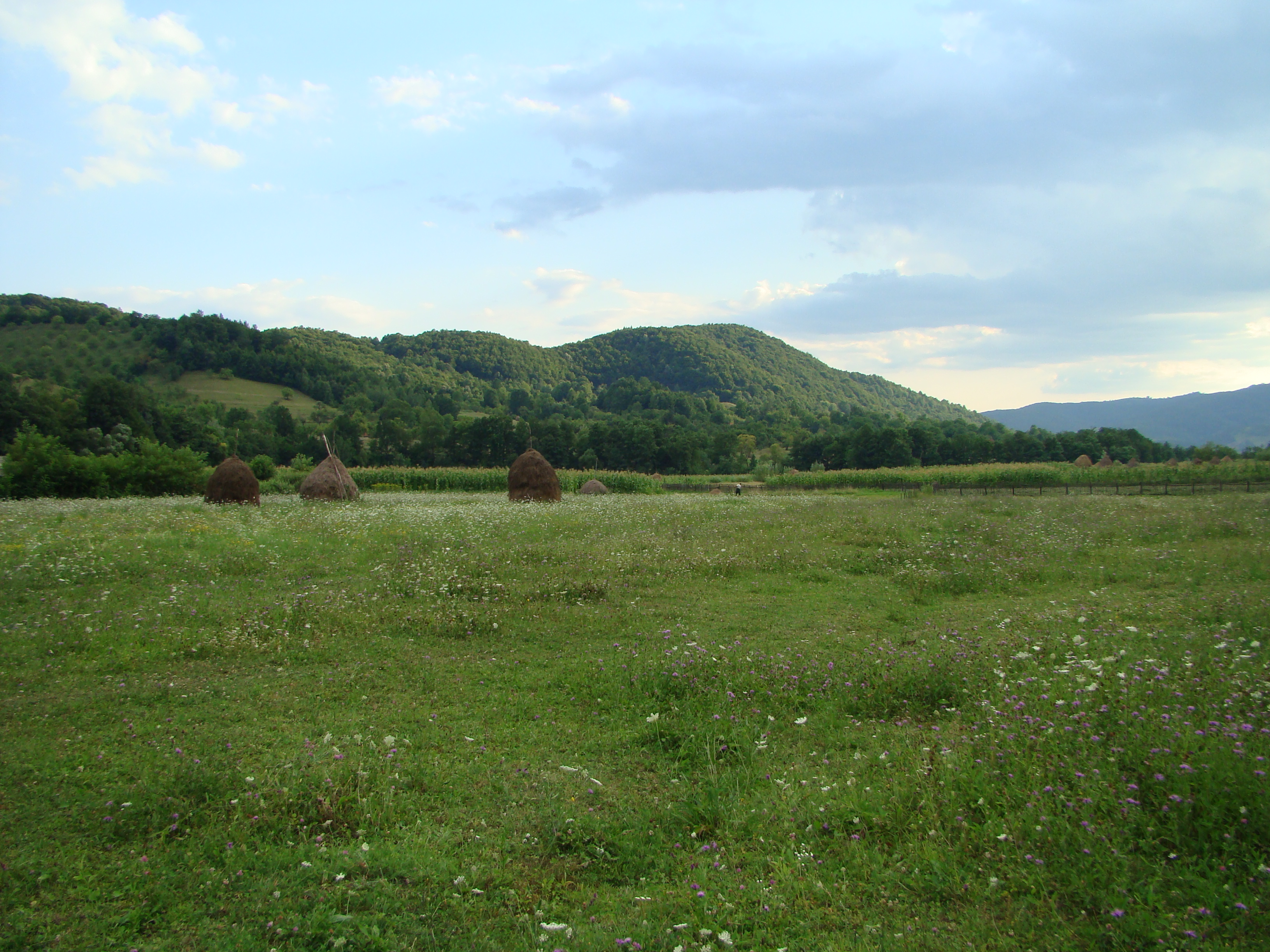
Poienari
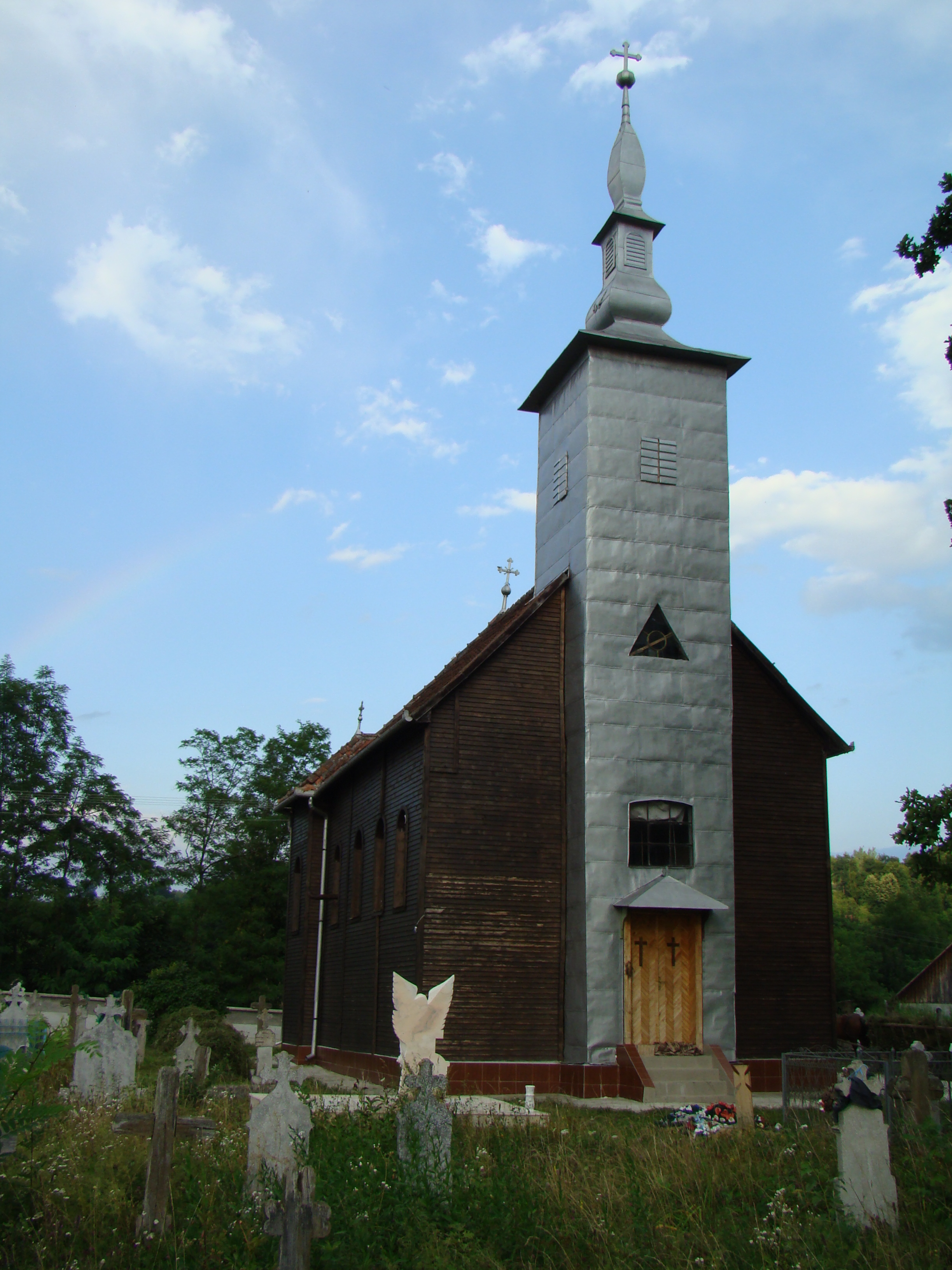
Biserica de lemn din Poienari
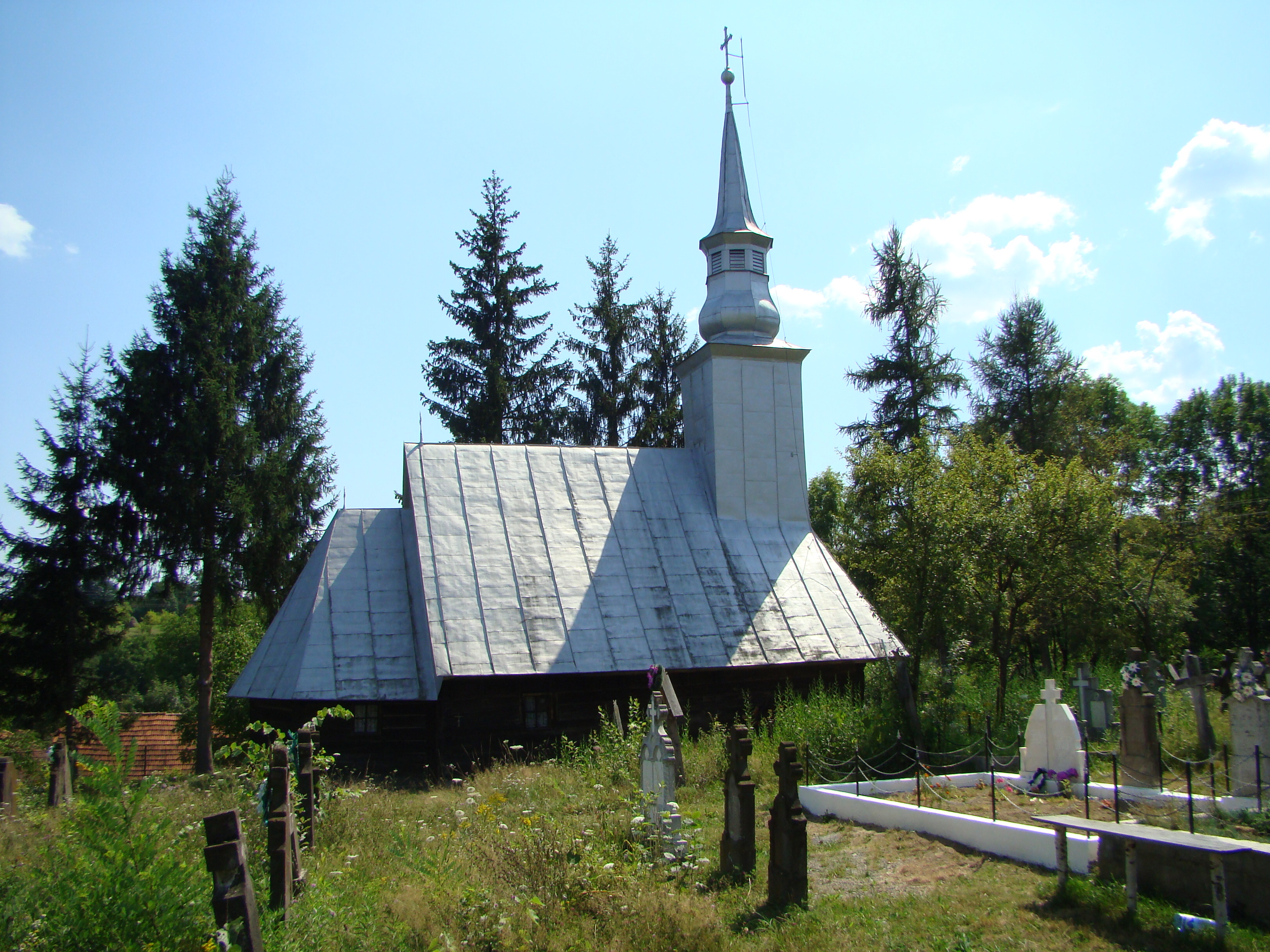
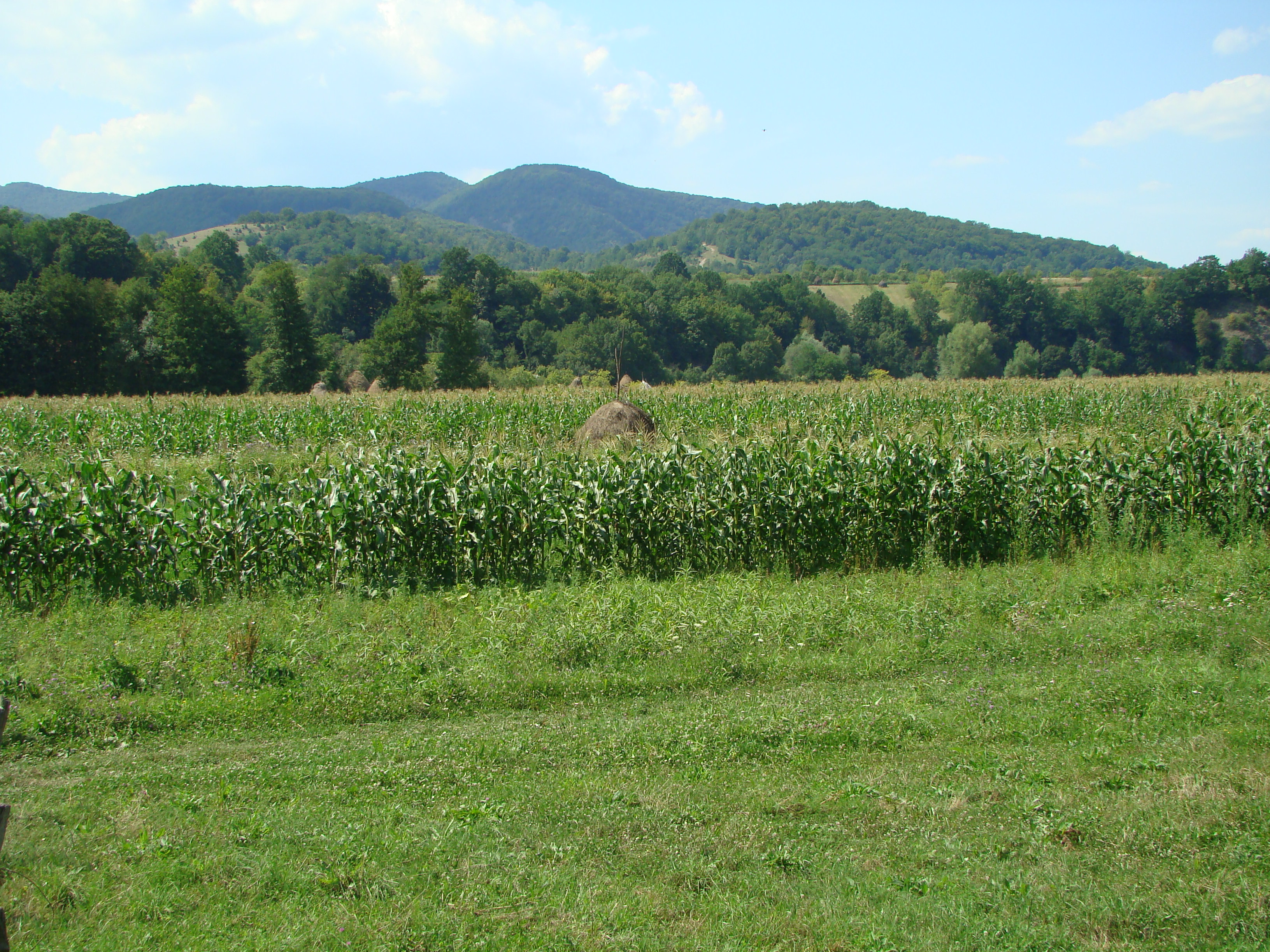
Țărmure
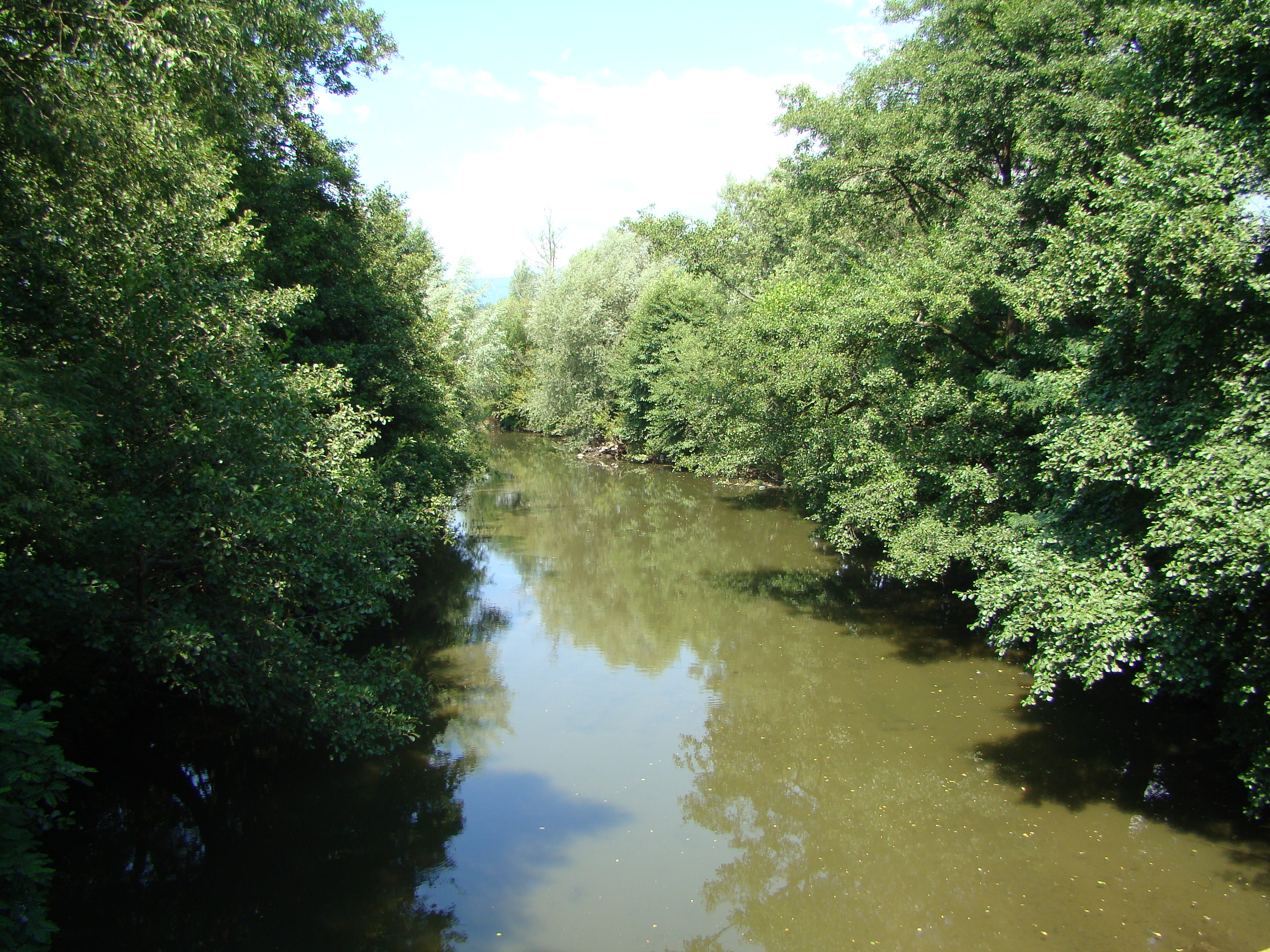
Râul Crișul Alb
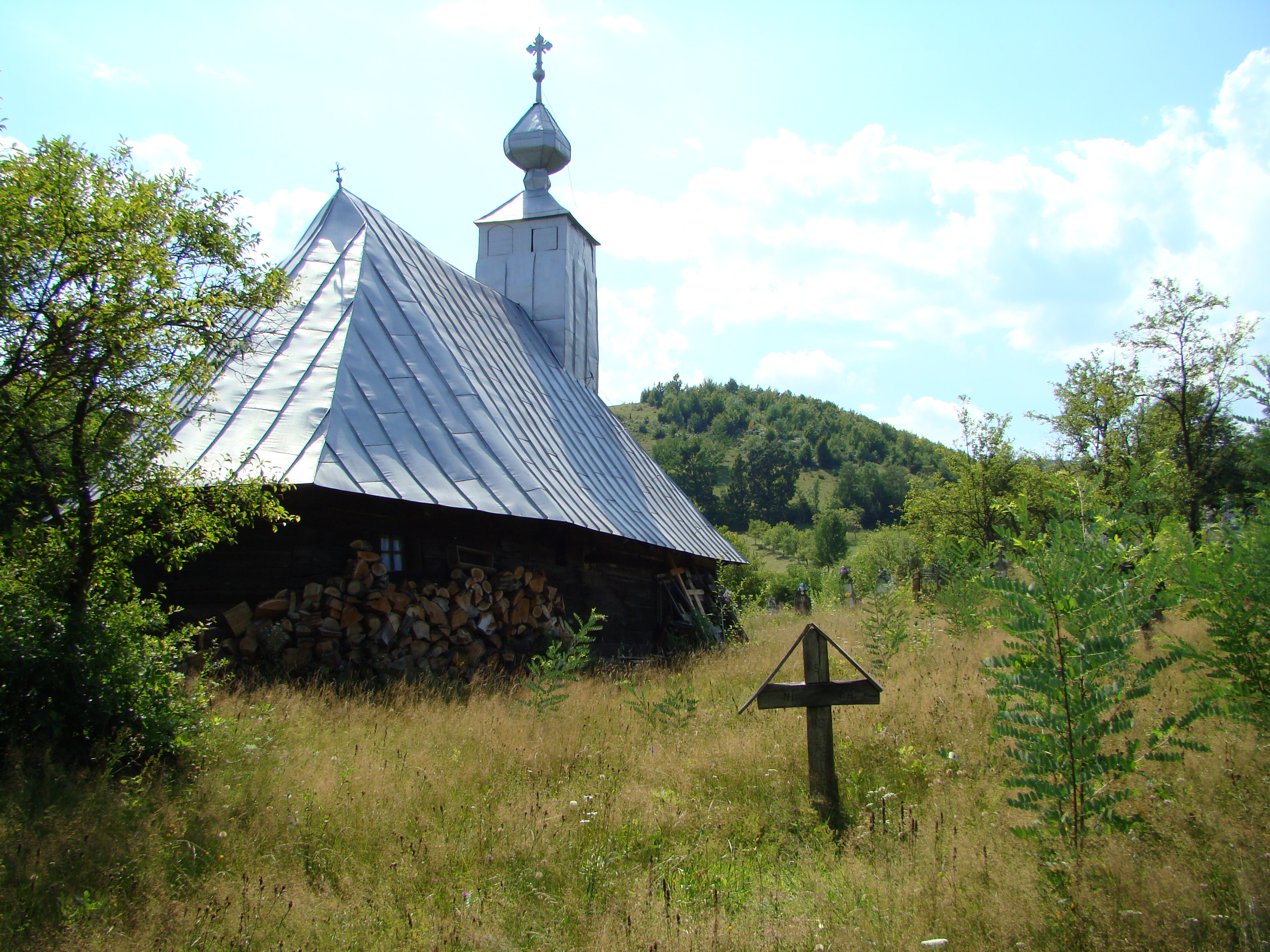
Biserica de lemn din Țărmure